# Jonathan Mostow
Jonathan Mostow (Woodbridge, 28 novembre 1961) è un regista, sceneggiatore e produttore cinematografico statunitense.

## Biografia
Nato nel Connecticut, si laurea all'Università Harvard ed in seguito frequenta l'American Repertory Company. Dopo aver realizzato una serie di cortometraggi, documentari e videoclip, debutta con il suo primo lungometraggio nel 1989, dirigendo il direct-to-video Beverly Hills Bodysnatchers, successivamente riscontra un discreto successo con la pellicola Breakdown - La trappola, del 1997 con protagonista Kurt Russell. Nello stesso anno è produttore esecutivo del film di David Fincher The Game - Nessuna regola.
Nel 2000 dirige il film bellico ambientato su un sottomarino U-571, girato per buona parte a Cinecittà sotto la produzione di Dino De Laurentiis, ma la grande occasione arriva nel 2003 quando ottiene la regia di Terminator 3 - Le macchine ribelli, terzo capitolo della saga di Terminator.
Nel 2009 torna dietro la macchina da presa per dirigere Il mondo dei replicanti, adattamento cinematografico della graphic novel The Surrogates. Il film ha per protagonista Bruce Willis nei panni dell'Agente Greer, affiancato da Radha Mitchell, Rosamund Pike e Ving Rhames. Sempre in ambito di fumetti, Mostow è produttore e creatore della miniserie a fumetti The Megas, pubblicata dalla Virgin Comics.

## Filmografia

### Cinema

#### Regista
- Beverly Hills Bodysnatchers (1989)
- Il mistero di Black Angel (Flight of Black Angel) (1991)
- Breakdown - La trappola (Breakdown) (1997)
- U-571 (2000)
- Terminator 3 - Le macchine ribelli (Terminator 3: Rise of the Machines) (2003)
- Il mondo dei replicanti (Surrogates) (2009)
- Hunter's Prayer - In fuga (The Hunter's Prayer) (2017)

#### Sceneggiatore
- Beverly Hills Bodysnatchers, regia di Jonathan Mostow (1989)
- Breakdown - La trappola (Breakdown), regia di Jonathan Mostow (1997)
- U-571, regia di Jonathan Mostow (2000)
- Hates: House at the End of the Street (House at the End of the Street), regia di Mark Tonderai (2012)

### Televisione
- Dalla Terra alla Luna (From the Earth to the Moon) - miniserie TV, episodio Le Voyage dans la Lune (1998)
- The Last Ship - serie TV, 1 episodio (2014)